# Пазинати, Пьетро
Пье́тро Пазина́ти (итал. Piero Pasinati; 21 июля 1910, Триест — 15 ноября 2000, Триест) — итальянский футболист, играл на позиции правого вингера или правого полузащитника. Чемпион мира 1938 года. Рекордсмен клуба «Триестина» по количеству проведённых матчей — 377.

## Карьера
Пьетро Пазинати родился 21 июля 1910 года в районе Сан-Джакомо города Триест.
Он начал свою карьеру в молодёжном составе клуба «Триестина», дебютировав в первой команде в возрасте 19-ти лет 13 октября 1929 года в матче с «Болоньей» (игра завершилась вничью 2:2), играя на позиции правого вингера, через несколько лет он был перемещён на правый край  полузащиты, где быстро стал одним из лидеров команды, а в 1936 году был вызван Витторио Поццо в сборную Италии, в которой дебютировал 5 апреля в гостевом матче со Швейцарией, где итальянцы победили 2:1. В 1938 году, в котором «Триестина» завоевала 6 место в чемпионате Италии, Пазинати поехал в составе сборной на чемпион мира, на самом турнире Пазинати провёл лишь 1 игру с Норвегией, там он отдал голевой пас на Сильвио Пиолу, когда тот забивал второй мяч итальянцев. После того, как Пазинати перестал попадать на следующие игры, у футболиста произошёл конфликт с Поццо, дошедший до того, что сам игрок не попал на фотографию после окончания финального матча.
В 1939 году Пазинати, после 12 лет в «Триестине», перешёл в «Милан», через год он перешёл в «Новару», а потом вернулся в «Триестину», где выступал уже до 1946 года, включая 1944 год, в котором проводился военный чемпионат Италии. После Триестины, Пазинати играл за «Кремонезе» в серии В, а завершил карьеру в клубе серии С «Сан-Джованни».
После завершения карьеры игрока, Пазинати стал на тренерскую стезю, начав рабоут с клубом «Понциана», затем работал с «Салернитаной», с «Триестиной» (с которой «вылетел» в серию В в 1957 году), «Катандзаро», «Самбенедеттезе» и «Эмполи». Завершитв тренерскую карьеру, Пазинати посвятил себя стекольному заводу, принадлежащему его семье. В 2000 году Пазинати положили в больницу, где он скончался 15 ноября.

## Достижения
- Чемпион мира: 1938